# Atomaria
Genre
Atomaria est un genre d'insectes coléoptères de la famille des Cryptophagidae, originaires d'Europe.

## Liste d'espèces
Selon ITIS (9 sept. 2013) :
- Atomaria aleutica Casey, 1900
- Atomaria apicalis Erichson, 1846
- Atomaria brevicollis Casey, 1900
- Atomaria capitata (Casey, 1900)
- Atomaria carinula (Casey, 1900)
- Atomaria caseyi Grouvelle, 1916
- Atomaria castanea (Casey, 1900)
- Atomaria coloradensis (Casey, 1900)
- Atomaria constricta (Casey, 1900)
- Atomaria crassula (Casey, 1900)
- Atomaria cribripennis (Casey, 1900)
- Atomaria crypta Casey, 1900
- Atomaria diluta Erichson, 1846
- Atomaria dispersa (Casey, 1900)
- Atomaria distincta Casey, 1900
- Atomaria ebenina Casey, 1924
- Atomaria ephippiata Zimmermann, 1869
- Atomaria fallax Casey, 1900
- Atomaria forticornis (Casey, 1900)
- Atomaria fulvipennis Mannerheim, 1846
- Atomaria fuscata (Schönherr, 1808)
- Atomaria gilvipennis Casey, 1900
- Atomaria gonodera Casey, 1900
- Atomaria incerta Casey, 1900
- Atomaria inepta Casey, 1900
- Atomaria kamtschatica Motschulsky, 1845
- Atomaria laetula LeConte, 1857
- Atomaria lederi Johnson, 1970
- Atomaria lepidula Mäklin, 1852
- Atomaria lewisi Reitter, 1877
- Atomaria linearis Stephens, 1836
- Atomaria lineola (Notman, 1920)
- Atomaria longipennis (Casey, 1900)
- Atomaria lucens Grouvelle, 1916
- Atomaria luculenta (Casey, 1900)
- Atomaria macer (Casey, 1900)
- Atomaria melanica Hatch, 1962
- Atomaria melas (Casey, 1900)
- Atomaria mesomelas (Herbst, 1792)
- Atomaria nanula Casey, 1900
- Atomaria nebulosa Casey, 1924
- Atomaria nigricollis (Casey, 1900)
- Atomaria nigrirostris Stephens, 1830
- Atomaria nigriventris Stephens, 1830
- Atomaria nubipennis Casey, 1900
- Atomaria oblongula Casey, 1900
- Atomaria ochronitens (Casey, 1900)
- Atomaria parva Schenkling, 1923
- Atomaria parviceps Notman, 1921
- Atomaria patens (Casey, 1900)
- Atomaria planulata (Mäklin, 1853)
- Atomaria postpallens Casey, 1900
- Atomaria puella (Casey, 1900)
- Atomaria pulchra Erichson, 1846
- Atomaria pumilio (Casey, 1900)
- Atomaria pusilla (Paykull, 1798)
- Atomaria quadricollis (Casey, 1900)
- Atomaria riparia Casey, 1900
- Atomaria stricticollis (Casey, 1900)
- Atomaria subalutacea Casey, 1900
- Atomaria subdentata (Casey, 1900)
- Atomaria subnitens (Casey, 1900)
- Atomaria subrecta (Casey, 1900)
- Atomaria tenebrosa (Casey, 1900)
- Atomaria testacea Stephens, 1830
- Atomaria undulata (Casey, 1900)
- Atomaria versa Grouvelle, 1916
- Atomaria vespertina Mäklin, 1853
- Atomaria wollastoni Sharp, 1867

Selon NCBI (9 sept. 2013) :
- Atomaria atra
- Atomaria atricapilla
- Atomaria fuscata
- Atomaria lewisi
- Atomaria linearis
- Atomaria nigripennis
- Atomaria nigrirostris
- Atomaria nitidula
- Atomaria puncticollis
- Atomaria rhenan
- Atomaria rubella
- Atomaria scutellaris
- Atomaria testacea
- Atomaria turgida
- Atomaria zetterstedti